# Which Way Home
Which Way Home é um documentário norte-americano de 2010 dirigido por Rebecca Cammisa, que retrata a tentativa de várias crianças do México e da América Central em adentrar aos Estados Unidos. Como reconhecimento, foi nomeado ao Oscar 2010 na categoria de Melhor Documentário em Longa-metragem.